# Marnate
Marnate là một đô thị ở tỉnh Varese trong vùng Lombardia, có cự ly khoảng 30 km về phía tây bắc của Milan và khoảng 20 km về phía nam của Varese. Tại thời điểm ngày 31 tháng 12 năm 2004, đô thị này có dân số 6.237 người và diện tích là 4,8 km².
Đô thị Marnate có các frazione (đơn vị trực thuộc) Nizzolina.
Marnate giáp các đô thị: Castellanza, Gorla Minore, Olgiate Olona, Rescaldina.